# Schloss Rothenwörth

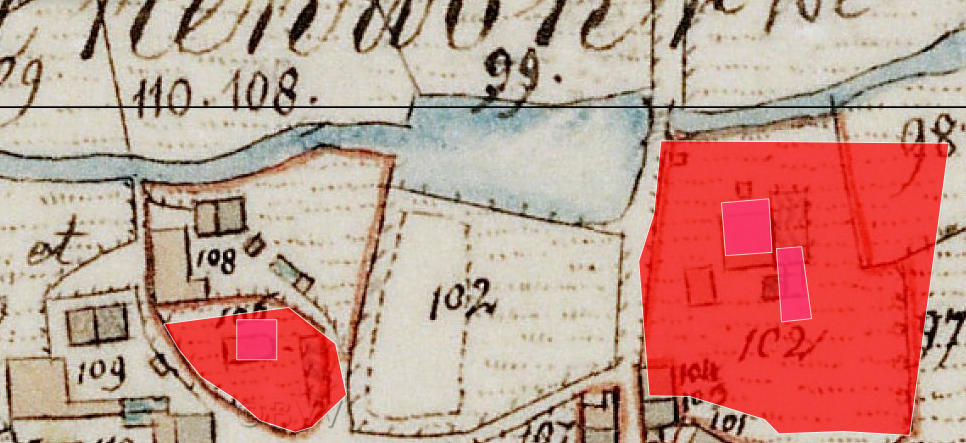
Lageplan von Schloss Rothenwörth auf dem Urkataster von Bayern

Das abgegangene Schloss Rothenwörth lag in Rothenwörth, heute einem Gemeindeteil der niederbayerischen Gemeinde Bodenkirchen im Landkreis Landshut. Das Schloss lag ca. 130 m östlich der Ortskirche St. Simon und Judas von Rothenwörth. Die Anlage wird als Bodendenkmal unter der Aktennummer D-2-7540-0181 mit der Beschreibung „verebneter mittelalterlicher Burgstall und untertägige mittelalterliche und frühneuzeitliche Befunde im Bereich des abgegangenen Hofmarksschlosses von Rothenwörth, darunter Spuren von Nebengebäuden, Vorgängerbauten bzw. älterer Bauphasen“ geführt.

## Geschichte
Bereits vor 1463 bestand der Sitz „Rottenwerth“ an der Bina unter dem Edelgeschlecht der „Perghoffer“. In der Gerichtsurkunde vom 16. Dezember 1463 wurde festgelegt, dass Michael Gerspeuntner und Leonhard Griestetter auf den von Michael Pergkoffer ererbten Sitz jeder ein Jahr lang auf dem  Sitz sein sollte, andernfalls sollte der Sitz geteilt werden. 1466 wird Leonhard Griestetter auf dem Sitz „zu Rottenwerdt“ bestätigt. Im Verzeichnis der Hofmarken und Sitze im Landgericht Biburg von 1506 sind die Adelsgüter zu Rothenwörth unter dem „Sitz Geyslperg“ angeführt. 1558 hat Hans Stockhaimer den Sitz inne und 1580 besitzt Sigmund Auer zu Sölgern den Sitz „Rotnwörth“. Von ihm kam der Sitz 1597 an Rudolf von Herzhaim, Forstmeister zu Linghaim. Um 1606 kaufte Joachim von Leublfing den Sitz. Durch seine Witwe, Anna geb. Schieck, kamen die Güter an die Familie Zeilhofer, später an die Leoprechtinger und dann an Johann Christoph Soyer auf Schorn. Dieser verkaufte den Sitz 1659 an die Freiherrn von Eisenreich. Michael Wening schreibt um 1710 dazu: „Ehemaliger Besitzer dieses Schlößl und Sitz, ist Herr Joseph Franz Freiherr von Eisenreich, Ihre Churfürstliche Durchlaucht in Bayern etc. Kammerer, Rat und Landrichter zu Mauerkirchen. Er hat nicht hier in Rothenwörth seine Wohnung genommen, sondern in Mauerkirchen von Amts wegen. Das Schloß liegt im Pfleg-Gericht Biburg, an der Bina und der Ordinari-Landstraße des Marktes Vilsbiburg und Gangkofen auf dem ebenen Land. Obgedachter Baron von Eisenreichs Vater Herr Georg Carl von Eisenreich hat diesen Sitz am 16. Dezember 1659 von Rittmeister Johann Christoph Soyher auf Schorn erkauft.“
Fortan verblieb der Sitz bei den Adelsgütern Binabiburg, Neuenaich. Binabiburg kam 1684 an Ferdinand Maria Franz von Neuhaus, Churfürstliche Durchlaucht in Bayern, Oberster Kämmerer und Pfleger zu Vilsbiburg. 1752 wird Freiherr von Dachsberg, kurfürstlicher Rat und Kämmerer, als Besitzer der geschlossenen Hofmark Rothenwörth mit Neuenaich und Herrnfelden genannt. 1799 erbt Josef Maria Peregrin Freiherr von Lerchenfeld, Viztum zu Landshut, auch diesen Besitz. Am 16. Januar 1820 wird Max Freiherr von Lerchenfeld die Bildung eines Patrimonialgerichts II. Klasse in Rothenwörth gestattet. 1833 kauft Minister Maximilian von Montgelas die Hofmark Egglkofen mit den  dazugehörendem Gütern Oberndorf, Neuenaich, Angerbach, Sölering und Rothenwörth von Freiherr Max von Lerchenfeld.  

## Beschreibung
Das Schloss lag unmittelbar südlich der Bina in Rothenwörth. Bei dem Verkauf von 1597 wird der Sitz folgendermaßen beschrieben: „Ein hölzernes Herrenhaus mit Weiher, die Schwarzmeierhube, die Stegerhube, die beiden Mittermeierhuben, ein Lehen und drei Sölden.“ 1807 schenkt Max von Lerchenfeld das „Schlössl“ von Rothenfeld dem Schreiner Johann Hartmann, der dafür Scharwerkdienste ableisten muss; den oberen Stock behält er für sich, dieser wird erst am 3. Juli 1828 um 130 fl von dem Schreiner erworben. Das heutige Gebäude entstand vermutlich um 1820; es ist ein  quadratischer Bau mit einem Zeltdach. Das zweigeschossige Gebäude mit fünf Fensterachsen befindet sich heute in Privatbesitz. Dieser Nachfolgebau (Haus Nr. 12) steht heute unter dem Aktenzeichen D-2-74-120-70 als Baudenkmal unter Denkmalschutz.